# Maksym (Pafilis)
Maksym, imię świeckie Tomas Pafilis (ur. 1978 w Karditsie) – duchowny prawosławnego Patriarchatu Konstantynopola, od 2018 biskup pomocniczy metropolii Francji.

## Życiorys
Święcenia kapłańskie przyjął w 2003, wtedy też uzyskał godność archimandryty. W 2016 został mianowany wikariuszem generalnym metropolii Francji. Brał udział w obradach Soboru Wszechprawosławnego na Krecie. Chirotonię biskupią otrzymał 10 listopada 2018 jako wikariusz metropolii Francji z tytułem biskupa Meliteny.